# 奥尔利夫斯凯 (敖德萨州)
47°28′35″N 29°18′21″E / 47.47639°N 29.30583°E
奥尔利夫斯凯（烏克蘭語：Орлівське），2024年9月前称为特卡琴卡（烏克蘭語：Ткаченка），是位於烏克蘭西南部的村莊，由敖德萨州波季利斯克区的奧克內市鎮負責管轄。該村始建於1840年，面積1.2平方公里，海拔高度130米，人口405，人口密度每平方公里400人。
2024年9月19日，乌克兰最高拉达将该村的名字改为“奥尔利夫斯凯”。